# Glycerin
Glycerin (også kendt som glycerol eller propantriol) er en farveløs, lugtfri, hygroskopisk og sødtsmagende trivalent alkohol der ved stuetemperatur er meget tyktflydende. Dens molekylformel er C3H8O3.
Glycerin er en sukkeralkohol med tre hydrofile hydroxygrupper (-OH), der er ansvarlige for dens gode vandopløselighed. Glycerol har e-nummeret E422 og bruges bl.a. i fødevarer som emulgator eller stabilisator, men den må trods sin sødme ikke anvendes som sødemiddel. 
Pga. sine fugtbevarende egenskaber, bruges glycerin bl.a. også i hudcremer.
Glycerin indgår desuden i alle fedtstoffer.
Glycerol er desuden basis for fremstilling af bl.a. nitroglycerin og kunstharpiks til maling og lak.
Opløselighed i vand (20oC): fuldstændigt blandbar.

## Produktion
Der produceres omkring 950.000 tons glycerol om året i USA og Europa. I årene 2000-2004 blev der produceret 350.000 tons glycerol om året alene i USA. Produktionen vil stige når EU-direktiv 20003/30/EC blive implementeret. Direktivet foreskriver at 5,75 % af petrobrændstoffer bliver erstattet af biobrændstof i alle medlemslande i 2010, og glycerol dannes som biprodukt ved biodieselproduktion. Prognoser viser at produktionen vil være seks gange højere end efterspørgslen i 2020.
Triglycerider der findes i fedt og olie er per definition estre af glycerol med lange kæder af carboxylsyrer; hydrolysen (sæbeficeringen) eller transefterificeringen af disse triglycerider producerer støkiometriske mængder glycerol. Glycerol er et biprodukt ved produktionen af lange kæder af carboxylatsalte som bruges i sæbe.
Glycerol dannes også ved transesterificering som bruges til biodieselfremstilling. Denne form for råglycerin er ofte mørk med en tyk sirupsagtig konsistens. Triglycerider (1) bliver behandlet med en alkohol som ethanol (2) med en katalysator i form af base. Dette giver ethylestre af fedtsyren (3) og glycerol (4)